# 四谷
四谷（よつや）は、江戸時代には江戸城郭外堀西側の広大なエリアを指す地名で、1878年（明治11年）から1947年（昭和22年）までは四谷区という区名であり、現在は旧四谷区に相当する範囲を指す地区名・地域名、および東京都新宿区の行政町名（旧四谷区内に存在）である。
江戸時代後期の1829年編纂の『御府内備考』（地誌大系）の記載によると、江戸城外堀以西の郊外をも含む広大なエリア（内藤新宿・大久保・柏木・中野）の総称として四谷が使われていたこともあった。
1878年（明治11年）から1947年（昭和22年）までは四谷区という区名であり、このほか、麹町区紀尾井町（現在の千代田区麹町五丁目、上智大学の南）に存在した税務署の名前は「四谷税務署」で、少なくとも1910年から1940年までの30年間はこの地にこの名称で存在していた。1947年（昭和22年）3月、旧四谷区・牛込区・淀橋区の3区が統合し新宿区として発足し「四谷」は行政上の区名ではなくなったが、旧四谷区は「四谷」という地区だという認識は残っている。こうして「四谷」という地名はその歴史を反映していくつかの範囲を指しうる。
項目前半で旧四谷区に相当し現在四谷地区などと呼ばれる地区を中心に説明し、項目後半でその地区内に存在し行政町名で四谷と呼ばれるかなり限られたエリアについて説明する。

## 現在の四谷地区
今日、四谷地区という明確に線引きされた地区が存在するわけではないが、行政サービスに於いては、新宿区四谷特別出張所管区域界、四谷警察署管轄区域を指し、これらはほぼ新宿区発足直前の旧四谷区域に準じている。他にも四谷の総鎮守である須賀神社の氏子区域とする見方もあり、実際にはおよそ旧四谷区域のうち、新宿地区と明治神宮外苑一帯をのぞいた地区（おおむね、靖国通り（北）・JR線（南東）・外苑西通り（西）に囲まれた地区と、その周辺）の総称である（なお、内藤町に関しては多武峯内藤神社の氏子区域である）。
町名では四谷だが、駅周辺地域は「四ツ谷」「四ッ谷」と表記されることもある。一丁目から四丁目まで存在する。住居表示については、四谷一丁目の一部（6番；四谷駅前再開発地域）のみ実施済で、他については未実施である。
また、この地区を中心とするかつての行政区（四谷区）の名前でもあり、この周辺をさす地域名称でもある（四谷区は旧東京府15区のひとつ、旧東京市15区のひとつ、後の35区の一つ。1947年、新宿区発足により消滅）。
現行の行政町名の四谷とは、四谷一丁目から四谷四丁目（JR四ツ谷駅から四谷四丁目交差点までの新宿通り沿線エリア）のことである。
新宿区内の牛込・市谷・新宿地区、千代田区麹町地区、港区元赤坂に隣接しており、ホテルニューオータニや上智大学・東宮御所・迎賓館・新宿御苑・明治神宮外苑などに至近。

## 歴史

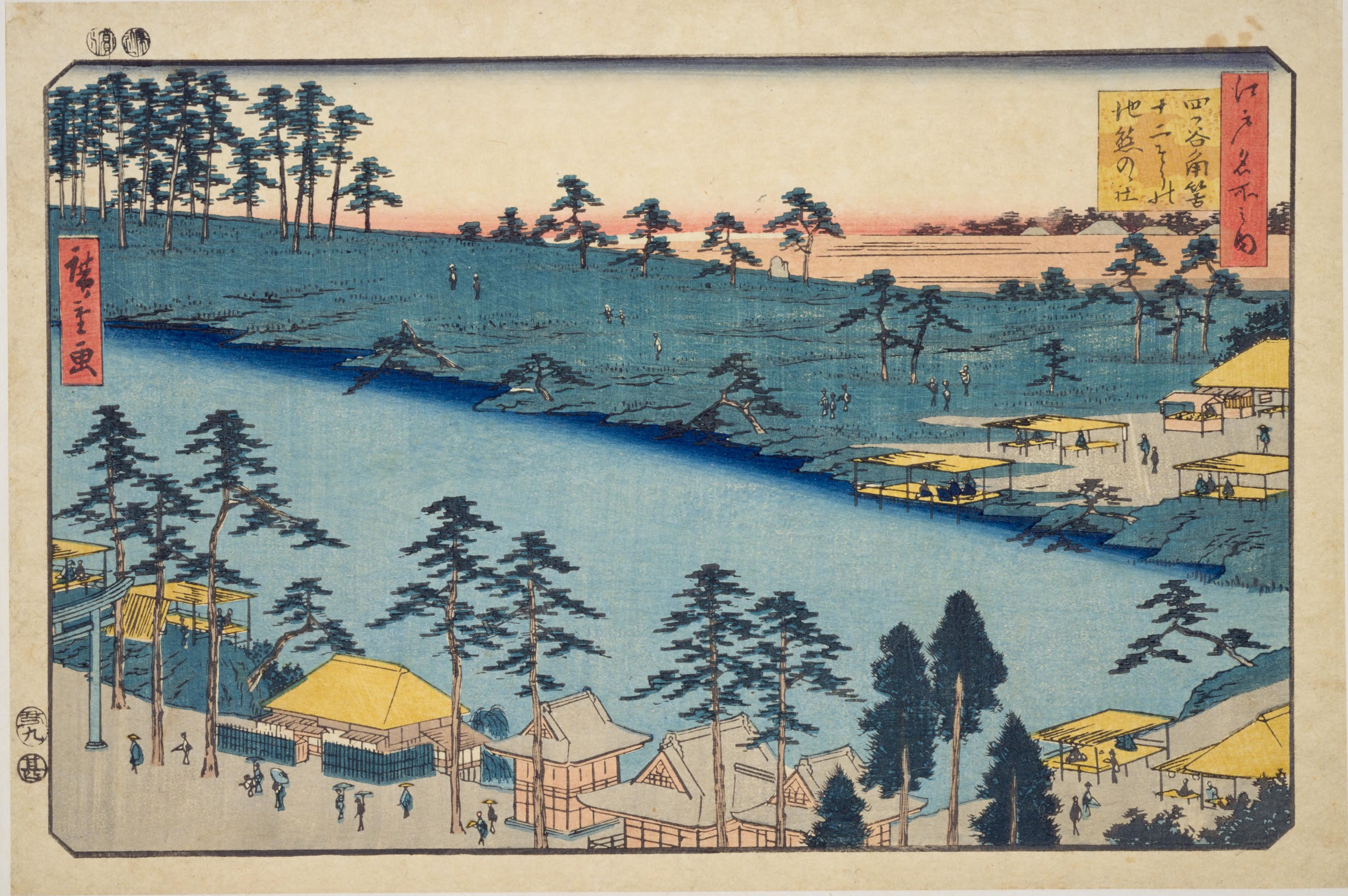
広重。江戸名所之内 四谷角筈十二そうの池熊のゝ社。

江戸時代以前には後の内藤新宿町のあたりまでを含めて潮踏の里（しおふみのさと）、あるいは潮干の里（しおほしのさと）、よつやの原（よつやのはら）などと呼ばれ、すすき原であった。また左右とも谷で藪が深く一筋の道があるだけだったとも。
「よつや」という言葉が文献上に初めて登場するのは1590年（天正18年）に内藤清成が記述した『天正日記』である。清成がこの付近を調査する際に派遣した家臣の道案内をした角筈村の関野五郎兵衛が、別名「よつや五郎兵衛」と呼ばれていた。この「よつや」が何を意味するかは不明である。また慶長7年頃の江戸を描いたとされる『別本慶長江戸図』には半蔵門に相当する場所に「土橋　国府方より角筈へ出　甲州道四ツ谷通り」、同じく九段坂に相当する場所に「登坂四ツヤ道」との記述がある。その後徳川家康が甲州街道と青梅街道を設置した際、その途中に設けられたのが四谷大木戸（現在の四谷四丁目交差点付近）で、これが地名として初めてつけられた「四谷」である。

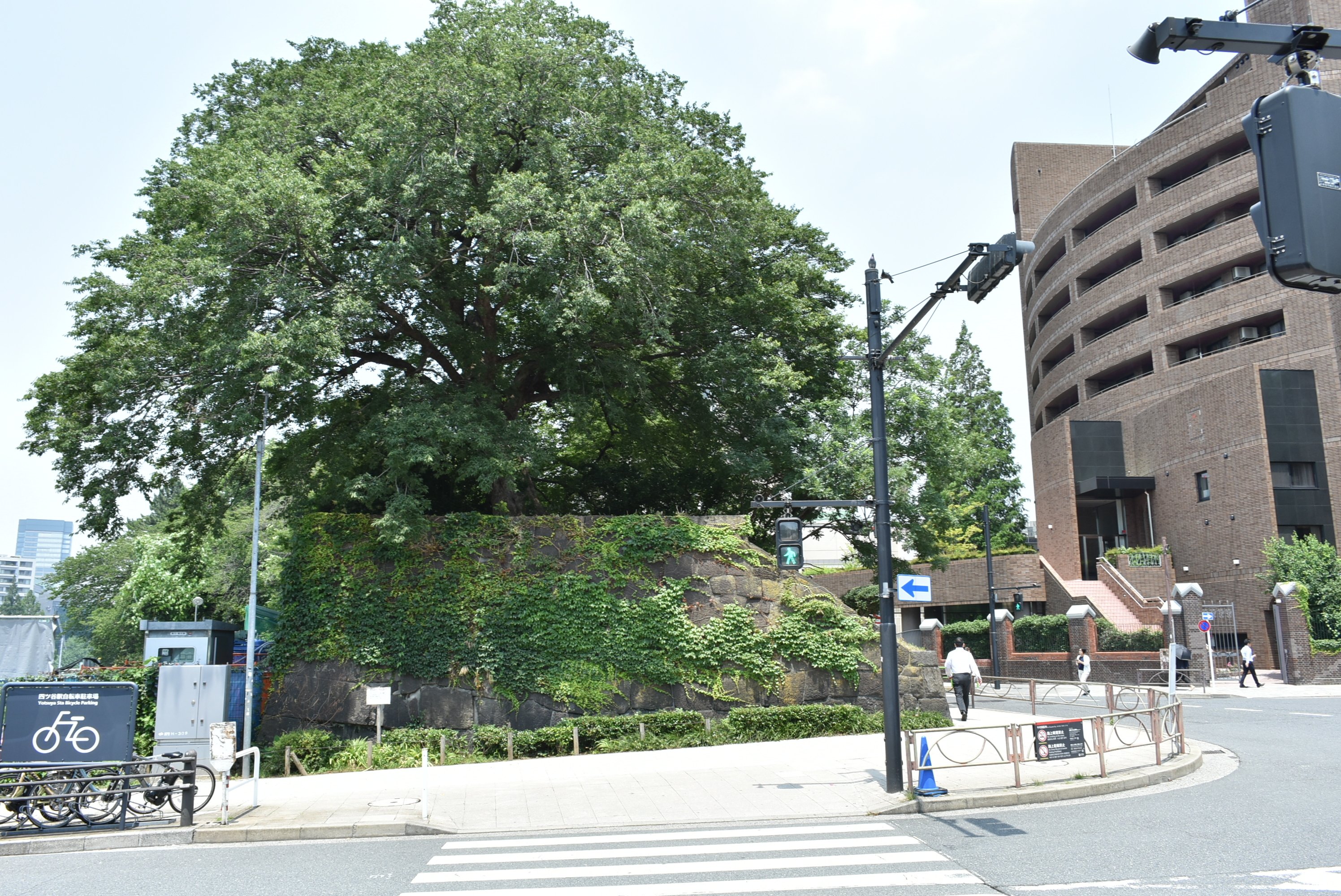
四谷見附跡（2018年6月26日撮影）

1634年、江戸城西北に外堀を設置することになり、立ち退きを余儀なくされた麹町地区の寺社群が四谷地区に移転しはじめた。須賀町・若葉二丁目（かつての寺町・南寺町）一帯に寺院が多く見られるのはこの集団移転によるものである。外堀が完成したのは1636年。堀の岸は石垣で築かれ、併せて見附（警備のための城門）が設けられた。今日JR四ッ谷駅付近に見られる四谷見附跡（千代田区六番町）は当時の名残のひとつである。

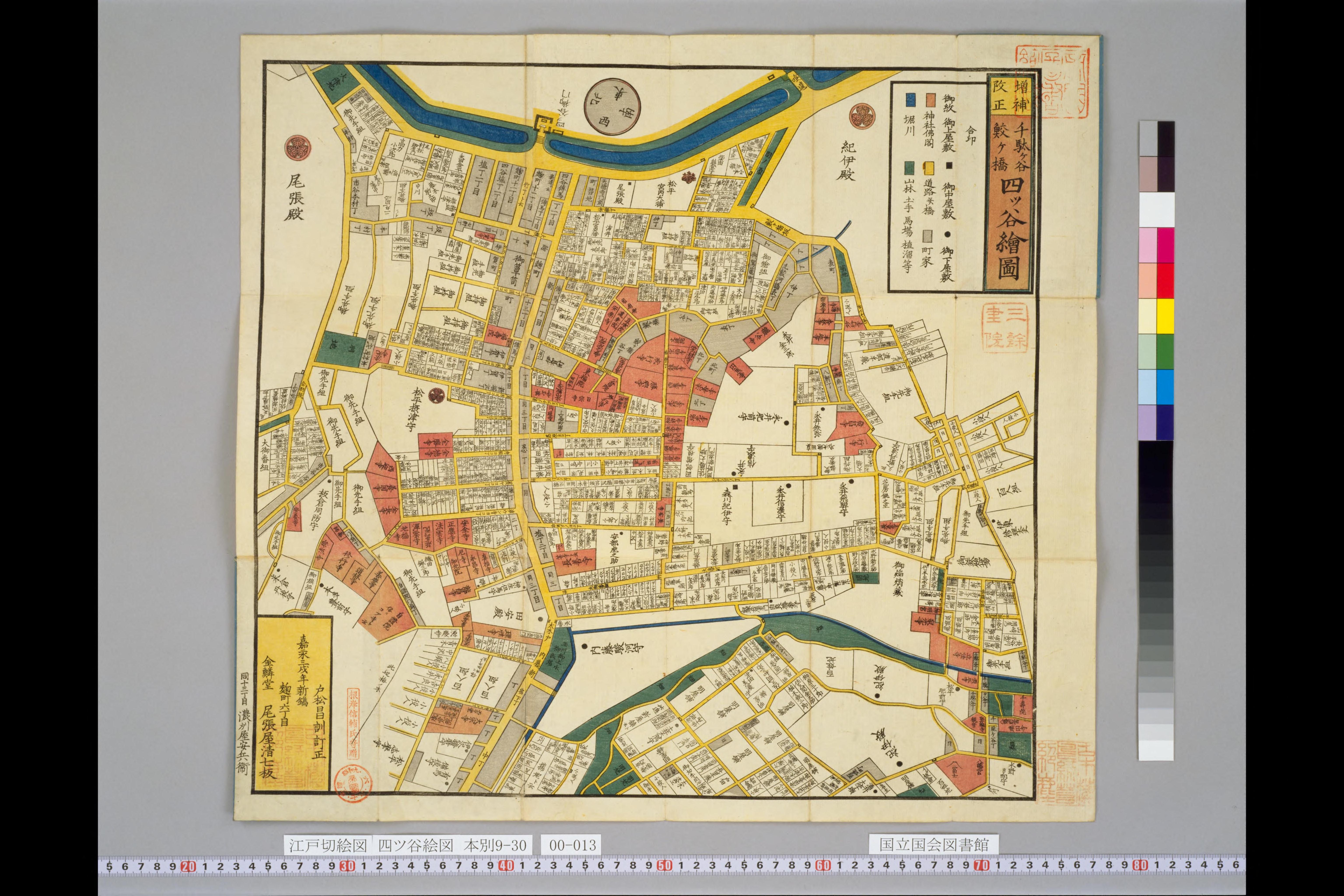
四ツ谷絵図。江戸切絵図1849年-1862年（嘉永2年－文久2年）刊。

寺院の移転と見附の設置により、四谷地区の様相は一変した。寺院の周辺には門前町屋が軒を並べ、商人職人の活動が栄えた。これに加え、1657年の明暦の大火は江戸市街の三分の二を焼失するほどの規模だったため、大火を逃れ四谷地区などの外堀周辺に移り住んだ人も少なくなかったといわれている。四谷地区は徐々に江戸市中に組み込まれ、郊外地区から都市部へと変貌していった。
徳川綱吉の生類憐れみの令に伴い江戸市中を徘徊する野犬を保護・収容するための施設（犬小屋、犬御用屋敷とも）が江戸郊外にいくつか作られ最大のものは敷地面積16万坪の中野犬小屋だったが、これに先立つ1695年8月に四谷大木戸外（現在の新宿付近）にも四谷犬小屋が設置され、敷地面積はおよそ2万坪、東京ドーム1.5個分の大きさに匹敵するものだった。
1894年、甲武鉄道（現在のJR中央線）の市街地延伸（すでに立川 - 新宿間は開通済み）により、四ツ谷駅と信濃町駅が開業。原材料や商品の輸送が容易になり、眞崎鉛筆（三菱鉛筆の前身）や岩井商会・村井商会の煙草など、四谷地区の製造業は飛躍的に発展した。

### 地名の由来
大きく二つの説があるが、いずれも定説とはなっていない。
まず、梅屋、木屋（久保屋）、茶屋、布屋の4軒の茶屋があったため、「四ツ屋（四ツ家）」となったとする説だが、この4軒がそろったのは元和になってからであるため、江戸時代以前から「よつや」と呼ばれていた説明がつかない。
もうひとつは千日谷、茗荷谷、千駄ケ谷、大上谷の四つの谷（四つの谷を紅葉川渓谷、鮫河谷、渋谷川渓谷、蟹川渓谷とする説もある）からとの説だが、これもわざわざ四つの谷だけを抜き出す理由がなく、既に江戸時代から疑義が出されている。

### 江戸時代の四谷を冠した町名
- 四谷伝馬町一丁目
- 四谷伝馬町新一丁目
- 四谷伝馬町二丁目
- 四谷伝馬町三丁目
- 四谷塩町一丁目
- 四谷塩町二丁目
- 四谷塩町三丁目
- 四谷坂町
- 四谷御箪笥町
- 四谷新堀江町
- 四谷伊賀町
- 四谷忍町
- 四谷仲町
- 四谷了学寺門前
- 四谷戒行寺門前
- 四谷西念寺門前
- 四谷安楽寺門前
- 四谷愛染院門前
- 四谷東福院門前
- 四谷長安寺門前
- 四谷理性寺門前
- 四谷東長寺門前
- 四谷太宗寺門前
- 四谷天竜寺門前
- 四谷長延寺門前
- 四谷西方寺門前

### 旧四谷区域と町名の沿革
- 1878年11月2日：郡区町村編制法が施行。東京府内が15区6郡に区画分けされ、東京15区の一つとして四谷区が発足。以下の町域から構成。

- 四谷尾張町
- 四谷伝馬町一 - 三丁目
- 四谷伝馬町新一丁目
- 四谷塩町一 - 三丁目
- 四谷箪笥町
- 四谷北伊賀町
- 四谷新堀江町
- 四谷荒木町
- 四谷舟町
- 四谷愛住町

- 四谷永住町
- 四谷坂町
- 四谷忍町
- 四谷仲町一 - 三丁目
- 四谷南伊賀町
- 四谷寺町
- 四谷須賀町
- 四谷南寺町
- 四谷左門町
- 四谷右京町

- 四谷平長町
- 四谷大番町
- 四谷東信濃町
- 鮫河橋谷町（のち谷町）一 - 二丁目
- 元鮫河橋町（のち元町）
- 元鮫河橋南町（のち南町）
- 千駄ヶ谷西信濃町
- 千駄ヶ谷大番町
- 千駄ヶ谷甲賀町
- 千駄ヶ谷一 - 三丁目
- 千駄ヶ谷仲町一 - 二丁目

- 1879年4月：牛込区との境界を変更。七軒町が四谷区に編入され四谷七軒町となる。
- 1879年4月22日：南豊島郡千駄ヶ谷村との境界を変更。以下の町域が四谷区から分離。
  - 千駄ヶ谷西信濃町
  - 千駄ヶ谷大番町
  - 千駄ヶ谷甲賀町
  - 千駄ヶ谷一 - 三丁目
  - 千駄ヶ谷仲町一 - 二丁目
- 1880年9月27日：
  - 牛込区との境界を変更。牛込区の市ヶ谷本村町の一部と市ヶ谷片町の全域が四谷区に編入され、本村町と四谷片町となる。
  - 麹町区との境界を変更。麹町十一 - 十三丁目が四谷区に編入される。
- 1889年5月1日：
  - 東京府内に市制・町村制が施行され、これにより東京市が発足する。以後、四谷区など15区はこの東京市に属する。
  - 南豊島郡千駄ヶ谷村の一部が東京市に編入され、以後四谷区域となる（この編入地域は1879年に四谷区から分離した地域とほぼ一致する）。
- 1891年3月18日：千駄ヶ谷村編入区域を再編し、以下の町名が誕生。
  - 新町名とその区画（旧字名とその区画）
    - 四谷大番町（四谷大番町と千駄ヶ谷字大番町・字池尻）
    - 四谷西信濃町（千駄ヶ谷字西信濃町・字火薬庫前）
    - 四谷霞ヶ岳町（千駄ヶ谷字霞岳・字川向・字甲賀町）
- 1891年3月18日：豊多摩郡内藤新宿町の一部が東京市に編入され、以後四谷区域となる。これに伴い、以下の町域が変更される。
  - 新町名とその区画（旧町名とその区画）
    - 四谷永住町（四谷永住町と内藤新宿町大字内藤新宿添地町の飛地）
    - 四谷内藤町（内藤新宿町大字内藤新宿一丁目字大木戸）
- 1911年5月1日：町名から四谷及び鮫河橋の冠称が外れる。
- 1920年：豊多摩郡内藤新宿町の全域が東京市に編入され、以後四谷区域となる。この編入町域を再編し、以下の町名が誕生。
  - 新町名とその区画（旧町名とその区画）
    - 内藤町（内藤町と内藤新宿町大字内藤新宿一丁目の一部）
    - 新宿一丁目（内藤新宿町大字内藤新宿一丁目の大部分・大字内藤新宿北裏町の一部）
    - 新宿二丁目（内藤新宿町大字内藤新宿二丁目・大字内藤新宿北町）
    - 新宿三丁目（内藤新宿町大字内藤新宿三丁目・大字内藤新宿添地町）
    - 三光町（内藤新宿町大字内藤新宿北裏町の西部）
    - 花園町（内藤新宿町大字内藤新宿北裏町の東部）
    - 番衆町（内藤新宿町大字内藤新宿番衆町・大字内藤新宿北裏町の大部分）
    - 旭町（内藤新宿町大字内藤新宿南町）

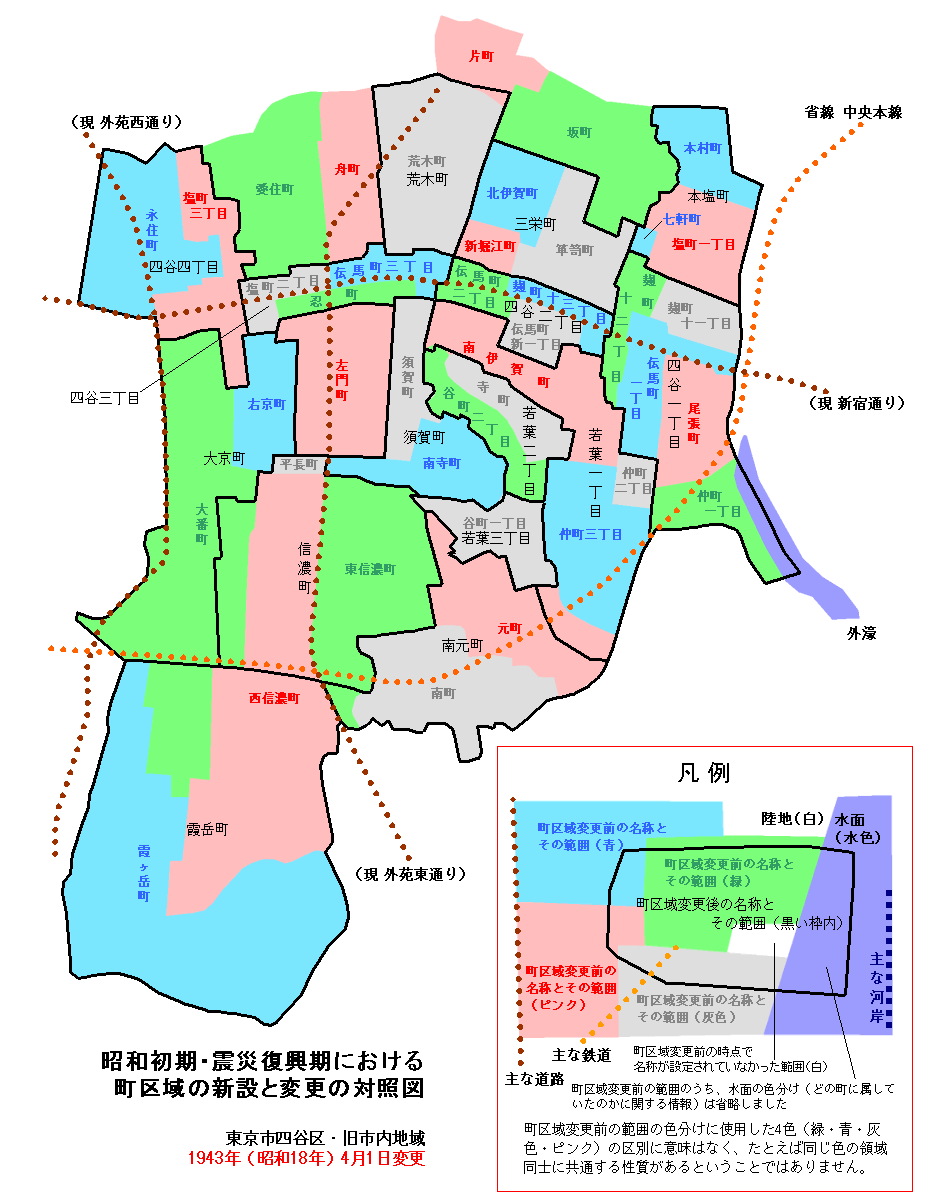
1943年の町名整理における町区域の対照図

- 1943年：新宿地区以外のほぼ全域にわたり町名と町域を一斉に変更。（以下、町名変更のあった町のみ列挙。）
  - 新町名（旧町名とその区画）
    - 三栄町（箪笥町・北伊賀町・新堀江町）
    - 信濃町（東信濃町・西信濃町・平長町）
    - 須賀町（須賀町・南寺町）
    - 大京町（右京町・大番町）
    - 本塩町（本村町・七軒町・塩町一丁目）
    - 南元町（元町・南町）
    - 四谷一丁目（尾張町・麹町十一丁目・麹町十二丁目・伝馬町一丁目・仲町一丁目）
    - 四谷二丁目（麹町十三丁目・伝馬町新一丁目・伝馬町二丁目）
    - 四谷三丁目（伝馬町三丁目・忍町・塩町二丁目）
    - 四谷四丁目（塩町三丁目・永住町）
    - 若葉一丁目（南伊賀町・仲町二丁目・仲町三丁目）
    - 若葉二丁目（寺町・谷町二丁目）
    - 若葉三丁目（谷町一丁目）
    - 霞岳町（霞ヶ岳町・西信濃町・大番町）
- 1947年3月15日：四谷区が淀橋区・牛込区と合併し、新宿区が発足する。
- 1952年12月1日：旭町を新宿四丁目に町名変更。
- 1973年1月1日：新宿地区の住居表示を実施。
  - 新町名（旧町名とその区画）
    - 新宿一丁目（花園町の全域・新宿一丁目の大部分）
    - 新宿二丁目（新宿一丁目の一部・新宿二丁目の大部分）
    - 新宿三丁目（新宿二丁目の一部・新宿三丁目の全域・そのほか旧淀橋区域）
    - 新宿四丁目（新宿四丁目の全域）
- 1978年7月1日：新宿地区の住居表示を実施。
  - 新町名（旧町名とその区画）
    - 歌舞伎町一丁目（三光町の一部・そのほか旧淀橋区域）
    - 新宿五丁目（番衆町の全域・三光町の一部・そのほか旧淀橋区域）
- 2003年9月29日：霞ヶ丘町で住居表示を実施。
  - 新町名（旧町名とその区画）
    - 霞ヶ丘町（霞岳町のほぼ全域・南元町のごく一部）
- 2009年2月16日：片町の全域で住居表示を実施。
- 2015年7月21日：四谷坂町で住居表示を実施。
  - 新町名（旧町名とその区画）
    - 四谷坂町（坂町の全域）
- 2017年9月19日：四谷本塩町で住居表示を実施。
  - 新町名（旧町名とその区画）
    - 四谷本塩町（本塩町の全域）
- 2018年8月13日：四谷三栄町で住居表示を実施。
  - 新町名（旧町名とその区画）
    - 四谷三栄町（三栄町のほぼ全域）
- 2019年10月1日：四谷一丁目の一部で住居表示を実施し、6番街区を設定。

### 四谷を舞台とした作品
- 「貞操問答」：菊池寛の小説
- 「剣客商売」：池波正太郎の小説
- 「夜行巡査」：泉鏡花の小説

### 旧四谷区域の史跡・旧跡・文化財
- 愛染院（若葉二丁目）
  - 高松喜六の墓
  - 塙保己一の墓
- 一行院（南元町）
  - 墓地出土品
  - 板碑
- 西応寺（須賀町）
  - 榊原鍵吉の墓
- 西念寺（若葉二丁目）
  - 服部半蔵の墓
  - 服部半蔵の槍
  - 岡崎三郎信康供養塔
- 三遊亭円朝旧居跡（新宿一丁目）
- 椎の木（霞ヶ丘町、明治神宮外苑内）：樹齢推定300 - 400年。天然記念物。新宿区内樹齢最高齢。
- 須賀神社（須賀町）
  - 三十六歌仙絵
- 成覚寺（新宿二丁目）
  - 旭地蔵
  - 子供合埋碑
  - 恋川春町の墓
  - 塚本明毅の墓
- 正受院（新宿二丁目）
  - 奪衣婆像
  - 梵鐘
- 全勝寺（舟町）
  - 山県大貳の墓
- 宗福寺（須賀町）
  - 源清麿の墓
- 太宗寺（新宿二丁目）
  - 内藤正勝の墓
  - 感無量寿経曼荼羅
  - 三日月不動像
  - 墓地出土品
  - 閻魔像
  - 奪衣婆像
  - 切支丹灯篭
  - 銅造地蔵菩薩坐像（江戸六地蔵）
- 多武峰内藤神社（内藤町）
  - 駿馬塚の碑
- 玉川上水記念碑（内藤町）
- 田宮稲荷神社跡（左門町）
- 長善寺（四谷四丁目）
  - 瑪瑙観音像
- 天龍寺（新宿四丁目）
  - 時の鐘（追出しの鐘）
  - やぐら時計
- 花園神社（新宿五丁目）
  - 唐獅子像
- 二葉亭四迷旧居跡（四谷一丁目）
- 本性寺（須賀町）
  - 萩原宗固の墓
- 四谷大木戸跡碑（新宿四丁目交差点付近）：大木戸とは、1616年に設置された江戸市街地に出入する際の検問所のひとつ。1792年に廃止。
- 林光寺（南元町）
  - 林光寺歴代宗主銘
  - 林光寺文書
  - 高僧先達連座画像
  - 太子高僧画像

## 交通
四谷地区は東西に伸びる道路（北から順に、靖国通り・新宿通り・首都高速4号新宿線）と、南北に伸びる道路（東から順に、外堀通り・外苑東通り・外苑西通り）が整備されており、古くから「交通の要所」と言われてきた。これらの道路に沿って、鉄道・地下鉄が整備されている。靖国通り直下には都営地下鉄新宿線が、新宿通り直下には東京メトロ丸ノ内線が、外堀通り - 首都高速4号新宿線に沿ってJR中央線が伸びている。これに加え、1996年外堀通りに沿って東京メトロ南北線が開通した。
沿革
- 1894年10月9日：甲武鉄道（現在のJR中央線）四ツ谷駅・信濃町駅開業。
- 1957年6月4日：曙橋（外苑東通り上に架かる靖国通りとの立体交差橋）完成。
- 1959年3月15日：営団地下鉄（現・東京地下鉄）丸ノ内線四ツ谷駅・四谷三丁目駅開業。
- 1964年：首都高速4号新宿線が完成、外苑出入口（霞ヶ丘町、JR信濃町駅付近）設置。
- 1980年3月16日：都営地下鉄新宿線曙橋駅開業。
- 1996年3月26日：営団地下鉄（現・東京地下鉄）南北線四ツ谷駅開業。

廃止された交通網
1903年12月に東京市街鉄道が新宿駅に乗り入れて以来、1970年の第五次都電撤去までのおよそ70年間、外苑東通り（四谷三丁目交差点以南）・新宿通り・外堀通り上を路面電車（都電）が走っていた。
- 3系統（品川駅 - 外堀通り - 飯田橋）都電唯一のトンネルがあった
- 7系統（四谷三丁目交差点 - 外苑東通り - 品川駅）
- 10系統（渋谷駅 - 四谷三丁目 - 須田町）昭和38年経路変更により四谷見附経由となる
- 11系統（新宿駅 - 新宿通り - 月島）
- 12系統（新宿駅 - 新宿通り - 外堀通り - 両国）
- 13系統（新宿駅 - 四谷三光町停留所 - 水天宮）
- 33系統（四谷三丁目交差点 - 外苑東通り - 浜松町）

また、1915年から1945年までの30年間、京王電気軌道（現在の京王線）の起点は現新宿四丁目交差点そばの京王新宿三丁目ビル建設地付近で、甲州街道に沿って西に路線が伸びていた。この起点駅の名称は何度か変更され、四谷新宿駅という名称になったこともある（ほかに新宿三丁目駅、新宿駅、追分駅、新宿追分駅とも）。起点駅は1945年、新宿西口に移設された。

## 教育
現在、旧四谷区域には小学校が5校、中学校が1校、高等学校が2校、大学が2校存在する。新宿区内の児童数・生徒数の減少により、平成に入ってから小中学校の統廃合が四谷地区でも行われた。
現存校
- 学習院初等科（若葉一丁目）
- 新宿区立四谷小学校（四谷二丁目）
- 新宿区立四谷第六小学校（大京町）
- 新宿区立花園小学校（新宿一丁目）
- 新宿区立四谷中学校（四谷一丁目）
- 東京都立新宿高等学校（内藤町）
- 八洲学園高等学校 新宿会場（新宿二丁目）
- 慶應義塾大学 信濃町キャンパス（信濃町）
- 深圳大学東京学院（四谷一丁目）

廃校等
- 新宿区立四谷第一小学校：1875年開校の四谷学校（のちの四谷広瀬尋常高等小学校、のち四谷第一尋常小学校）が前身。2002年に四谷第三小学校に統合し廃校。2007年、跡地に四谷小学校が開校。
- 四谷第二尋常小学校（のち四谷第二国民学校）：1900年開校、1947年3月31日に四谷第六国民学校（現四谷第六小学校）に統合。
- 新宿区立四谷第三小学校：1904年開校の四ツ谷第三尋常小学校が前身。2007年に四谷第四小学校との統合により廃校。四谷小学校となる。
- 新宿区立四谷第四小学校：1907年開校の四ツ谷第四尋常小学校が前身。2007年に四谷第三小学校との統合により廃校。四谷小学校となる。
- 新宿区立四谷第五小学校：1875年開校の華園学校（のちの華園尋常小学校、のち四谷第五尋常小学校）が前身[3]。1995年に四谷第七小学校との統合により廃校。花園小学校となる。旧第五小校舎は吉本興業東京本部の新社屋として耐震や防水工事など整備ののち2008年3月より供用開始[4]。
- 新宿区立四谷第七小学校：1903年開校の鮫橋尋常小学校（のち四谷第七尋常小学校）が前身。1995年に四谷第五小学校との統合により廃校。花園小学校となる。
- 四谷高等小学校：1908年4月1日開校、1947年3月31日廃校。四谷第一中学校、四谷第二中学校に再編。
- 新宿区立四谷第一中学校：1947年4月四谷一丁目（現四谷中学校敷地）に開校、2001年に四谷第二中学校との統合により廃校。四谷中学校となる。
- 新宿区立四谷第二中学校：1947年5月内藤町に開校、1976年に左門町に移転、2001年に四谷第一中学校との統合により廃校。四谷中学校となる。
- 東京都立四谷商業高等学校：1935年開校の東京市立四谷商業学校が前身。1963年に三光町（現在の新宿五丁目、新宿区役所第二分庁舎建設地）から中野区鷺宮（現在の上鷺宮）に移転。
- 東京都立第五新制女子高等学校：1920年開校の東京府立第五高等女学校が前身。1948年に角筈一丁目（現在の歌舞伎町一丁目、コマスタジアム付近）から中野区富士見（現在の弥生町）に移転。その後、東京都立富士高等学校に名称変更。
- 東京都立四谷高等家政女学校：1916年開校の東京市四谷区女子実業補習学校が前身。その後、東京市立四谷区女子実業学校、東京市立四谷区実科女学校、東京市立四谷区高等家政女学校を経る。校舎は花園町（現在の新宿一丁目）にあったが戦災により焼失。1946年に東京都立第五高等女学校（後の東京都立富士高等学校）と統合。[5]
- 新宿区立新宿高等商工学校：1957年三栄町（現在の新宿区立新宿歴史博物館建設地）に設置された区立夜間各種学校（都内唯一の公立各種学校）。高校進学率の上昇により「役割を終えた」と判断、1985年廃校。
- 東京高等音楽学院：1926年番衆町（現在の新宿五丁目）の仮校舎で開学。同年本校舎完成により北多摩郡谷保村（現：国立市）の国立大学町分譲地区に移転。その後国立音楽大学に名称変更。

## 機関・施設
現存
- ウィズ新宿（荒木町）：新宿区立男女共同参画推進センター。1983年開設。
- 新宿区役所第二分庁舎（新宿五丁目）：1989年開設。
- 新宿区立新宿歴史博物館（四谷三栄町）：1989年開館。
- 新宿区四谷特別出張所（内藤町、四谷区民センター内）
- 新宿区立四谷図書館（内藤町、四谷区民センター内）：1951年開館（旧称新宿区立新宿図書館）。1997年に四谷図書館に名称変更。
- 新宿一郵便局（新宿一丁目）
- 新宿二郵便局（新宿二丁目）
- 新宿三郵便局（新宿三丁目）
- 新宿花園郵便局（新宿一丁目）
- 東京都消防博物館（四谷三丁目）
- 東京都水道局新宿営業所（内藤町、四谷区民センター内）
- 四谷区民センター（内藤町）：四谷区民ホール・四谷地域センターなどの複合施設。1997年4月開設。
- 四谷警察署（左門町）：1875年第三方面第三署の名称で発足。1881年に四谷警察署に名称変更。
- 四谷消防署（四谷三丁目）：1919年発足。かつての麹町消防署新宿出張所が消防署に昇格。
- 四谷消防署新宿御苑出張所（新宿一丁目）
- 四谷税務署（四谷三栄町）
- 四谷保健センター（四谷三栄町）：1975年東京都から新宿区に移管。2014年四谷四丁目から三栄町生涯学習館跡地に移転。
- 新宿区立四谷子ども園（四谷二丁目、四谷小学校内）
- 新宿区立大木戸子ども園（四谷四丁目）
- 四谷新生幼稚園（四谷一丁目）
- 新宿東清掃センター（四谷三栄町、四谷保健センター内）
- 四谷駅前郵便局（四谷本塩町）
- 四谷大木戸郵便局（内藤町）
- 四谷通二郵便局（四谷三栄町）
- 四谷郵便局（信濃町）

旧跡
- 東京市立四谷図書館：1911年に簡易図書館として左門町の四谷第二尋常小学校敷地内（この地は2001年まで新宿区立四谷第二中学校として使用されていた）に開館。1943年東京都制により都立四谷図書館となる。1944年戦時休館。復興予算がつかず、事業はそのまま再開されなかった。
- 四谷区役所：1878年四谷区発足時に伝馬町一丁目（現在の四谷一丁目、新宿通り沿いの四谷一丁目バス停付近の雑居ビル建設地）に開設。以後二度移転。最初の移転先は新堀江町（現在の三栄町、新宿区立三栄町社会教育会館、現在は四谷保健センター建設地）、その後に内藤町（現在の四谷区民センター建設地）。1947年新宿区発足により廃止、新宿区役所四谷支所となる。1950年組織改組により四谷特別出張所となる。
- 新宿区四谷東部出張所：1947年左門町に開設。1950年の新宿区特別出張所制度により四谷特別出張所に統合。
- 新宿区四谷西部出張所：1947年新宿三丁目に開設。1950年の新宿区特別出張所制度により四谷特別出張所に統合。

企業
- 朝日生命保険本社
- 持田製薬本社
- 高千穂交易本社
- ミロク情報サービス本社
- 川辺本社
- 四谷学院本社

## 四谷地区の関連項目

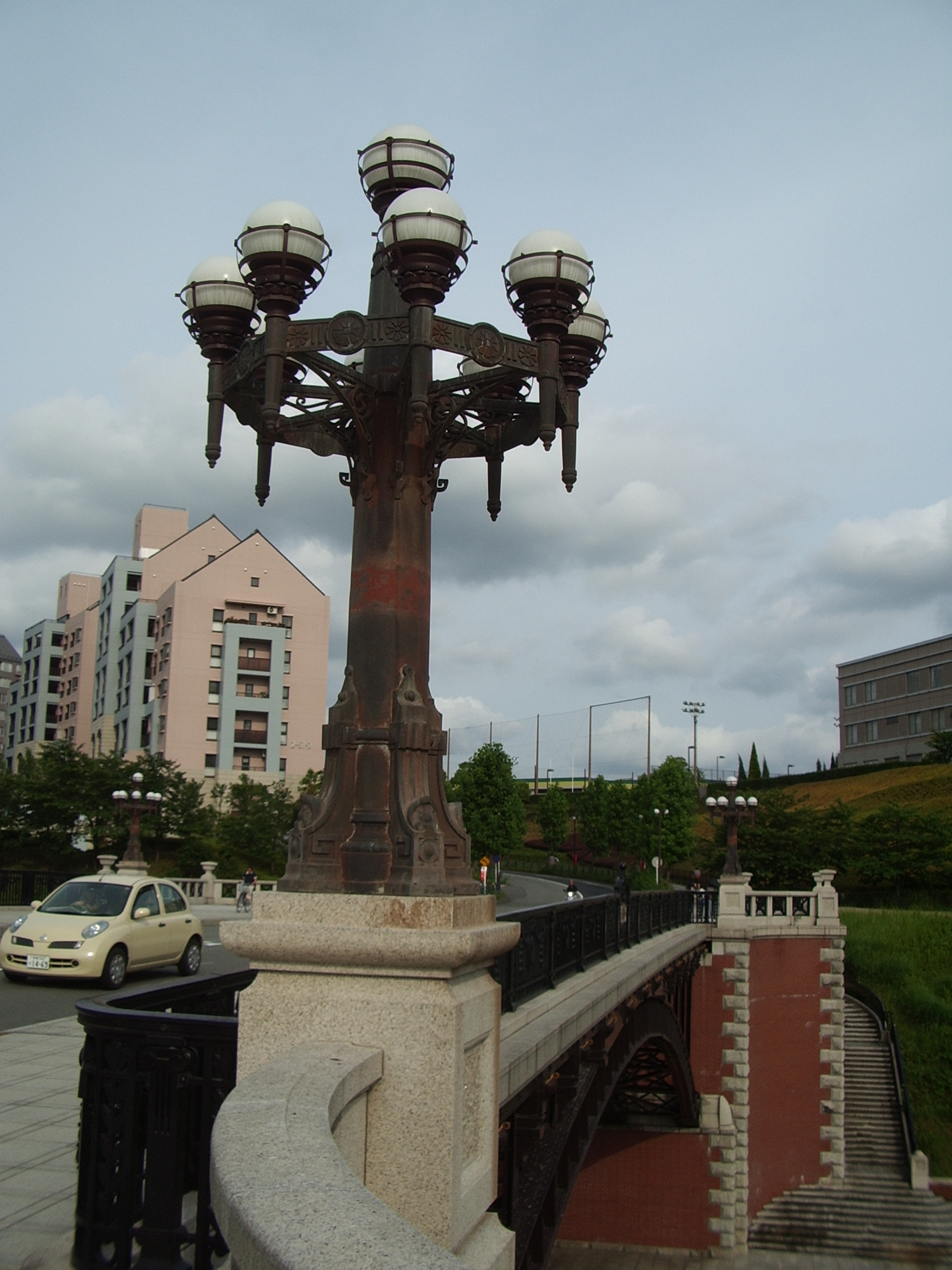
かつての四谷見附橋（八王子市の長池公園内）

- 1925年1月14日、三島由紀夫が四谷区永住町2番地（現在の新宿区四谷四丁目22番）で生まれる。
- 1936年2月26日、前内閣総理大臣の齋藤實（当時内大臣）が四谷区仲町三丁目（現在の新宿区若葉一丁目）の自宅にて殺害される。（二・二六事件参照。）
- 丸山昭著『トキワ荘実録―手塚治虫と漫画家たちの青春』の記述によると、漫画家手塚治虫は上京してからトキワ荘に移るまでの期間（1950年前後）、「四谷にある八百屋さんの二階に下宿」していた。また、手塚がこの時期を舞台にした漫画作品に「四谷快談」がある。（四谷怪談のパロディ作品。）
- 人形作家四谷シモンの名前は、自身が四谷に住んでいたことに因む。
- 角川博が歌う「四谷・大木戸・左門町」（喜多條忠作詞、平尾昌晃作曲）という曲の歌詞は、かつて四谷で一緒に過ごした「啓子」という女性を回想する内容。
- 老朽化と新宿通りの交通量増加に伴い、四谷見附橋（1913年竣工、当時都内最古）の架け替え工事が1987年に開始された。この橋は、赤坂離宮へ通じる橋としてネオ・バロック調のデザインで設計・建設されており、優れた姿を後世に残すため、長池公園（八王子市別所二丁目）の池上に移設。今日長池見附橋の名称で親しまれている。新しい四谷見附橋（幅員はかつての約2倍）と長池見附橋はともに1991年完成。また、同時期の1990年9月にはアトレ四谷（JR四ツ谷駅ビル）がオープン。四ツ谷駅前の雰囲気は一新。
- 1991年8月から9月にかけての豪雨により、四谷地区にも数回に渡り水害被害が発生。
- テレビ出演のほか近年は映画監督としても活躍するビートたけしが1994年にリリースしたCD「浅草キッド」の中に、「四谷三丁目」（作詞作曲もビートたけし自身）という曲がある。「雨の四谷のまがり角」が舞台。
- シンガーソングライターの川嶋あいは、上京間もない2002年2月ごろからJR四ツ谷駅付近で路上ライブを行っていた。（のち渋谷に本拠を移す。）四谷は川嶋あいの原点とも言われている。
- 2005年7月、太田プロダクション所属の芸能人により構成された女子フットサルチームYOTSUYA CLOVERS（四谷クローバーズ）結成、スフィアリーグ参加（芸能人女子フットサル参照）。YOTSUYAの名は、太田プロダクションの所在地が四谷地区（新宿区左門町）にあることから。

## 四谷（町名）
東京都新宿区の町名で、四谷地域内である。

### 地理
四谷地域の東部に位置し、千代田区（紀尾井町・麹町・六番町）との区境にあたる。

### 世帯数と人口
2025年（令和7年）3月1日現在（新宿区発表）の世帯数と人口は以下の通りである。
| 丁目       | 世帯数    | 人口    |
| ---------- | --------- | ------- |
| 四谷一丁目 | 287世帯   | 546人   |
| 四谷二丁目 | 281世帯   | 436人   |
| 四谷三丁目 | 325世帯   | 453人   |
| 四谷四丁目 | 2,363世帯 | 3,586人 |
| 計         | 3,256世帯 | 5,021人 |

#### 人口の変遷
国勢調査による人口の推移。
| 年                 | 人口  |
| ------------------ | ----- |
| 1995年（平成7年）  | 3,511 |
| 2000年（平成12年） | 3,675 |
| 2005年（平成17年） | 3,856 |
| 2010年（平成22年） | 4,655 |
| 2015年（平成27年） | 4,358 |
| 2020年（令和2年）  | 4,304 |

#### 世帯数の変遷
国勢調査による世帯数の推移。
| 年                 | 世帯数 |
| ------------------ | ------ |
| 1995年（平成7年）  | 1,798  |
| 2000年（平成12年） | 2,033  |
| 2005年（平成17年） | 2,258  |
| 2010年（平成22年） | 2,792  |
| 2015年（平成27年） | 2,660  |
| 2020年（令和2年）  | 2,906  |

### 学区
区立小・中学校に通う場合、学区は以下の通りとなる（2018年8月時点）。
| 丁目       | 番地                                | 小学校                 | 中学校             |
| ---------- | ----------------------------------- | ---------------------- | ------------------ |
| 四谷一丁目 | 全域                                | 新宿区立四谷小学校     | 新宿区立四谷中学校 |
| 四谷二丁目 | 全域                                | 新宿区立四谷小学校     | 新宿区立四谷中学校 |
| 四谷三丁目 | 2～3番地 6～7番地 10～11番地 14番地 | 新宿区立四谷小学校     | 新宿区立四谷中学校 |
| 四谷三丁目 | 1番地 4〜5番地 8〜9番地 12〜13番地  | 新宿区立四谷第六小学校 | 新宿区立四谷中学校 |
| 四谷四丁目 | 1番地 4～7番地                      | 新宿区立四谷第六小学校 | 新宿区立四谷中学校 |
| 四谷四丁目 | 2～3番地 8～34番地                  | 新宿区立四谷小学校     | 新宿区立四谷中学校 |

### 事業所
2021年（令和3年）現在の経済センサス調査による事業所数と従業員数は以下の通りである。
| 丁目       | 事業所数    | 従業員数 |
| ---------- | ----------- | -------- |
| 四谷一丁目 | 497事業所   | 11,660人 |
| 四谷二丁目 | 353事業所   | 3,505人  |
| 四谷三丁目 | 297事業所   | 2,605人  |
| 四谷四丁目 | 379事業所   | 5,080人  |
| 計         | 1,526事業所 | 22,850人 |

#### 事業者数の変遷
経済センサスによる事業所数の推移。
| 年                 | 事業者数 |
| ------------------ | -------- |
| 2016年（平成28年） | 1,451    |
| 2021年（令和3年）  | 1,526    |

#### 従業員数の変遷
経済センサスによる従業員数の推移。
| 年                 | 従業員数 |
| ------------------ | -------- |
| 2016年（平成28年） | 16,523   |
| 2021年（令和3年）  | 22,850   |

### 教育
学校
- 新宿区立四谷中学校
- 新宿区立四谷小学校

### 地域
公園
- 四谷見附公園
- 若葉公東園

機関
- 四谷警察署 - 町周辺の管轄にあたる。（所在地：左門町）
- 四谷消防署 - 同町が所在地で、周辺の管轄にあたる。
- 消防博物館

### 観光
名所
- コモレ四谷

旧跡
- 四谷区役所（初代）

### 交通
鉄道
- JR東日本 四ツ谷駅（ 中央線（快速）、 中央線（各駅停車））
- 東京メトロ 四ツ谷駅（ 丸ノ内線、 南北線）、四谷三丁目駅（ 丸ノ内線）

道路
- 国道20号（甲州街道、新宿通り）
- 東京都道319号環状三号線（外苑東通り）
- 東京都道405号外濠環状線（外堀通り）
- 東京都道414号四谷角筈線
- 東京都道418号北品川四谷線（外苑西通り）

## その他

### 日本郵便
- 郵便番号 : 160-0004[8]（集配局 : 新宿郵便局[19]）。